# Emile Hirsch
Emile Davenport Hirsch (ur. 13 marca 1985 w Palms, w Los Angeles Westside w stanie Kalifornia) – amerykański aktor telewizyjny i filmowy.  We wczesnych latach 90 zaczął występować w filmach i serialach telewizyjnych. Rozpoznawalny stał się po rolach w filmach: Kurczak (2003), Dziewczyna z sąsiedztwa (2004), Królowie Dogtown (2005), Alpha Dog (2006), Speed Racer (2008), Obywatel Milk (2008), Najczarniejsza godzina (2011), Ocalony (2013) czy Pewnego razu... w Hollywood (2019).
25 stycznia 2015, na imprezie w Tao Nightclub w Park City w Utah, będąc pod wpływem narkotyków, Hirsch zaatakował producentkę Daniele Bernfeld i zaczął ją dusić, aż straciła przytomność na oczach wielu świadków. 17 sierpnia 2015, za swój występek, po przyznaniu się do winy, zapłacił 4750 dolarów grzywny, otrzymał nakaz 50 godzin prac społecznych i spędził 15 dni w areszcie.

## Filmografia

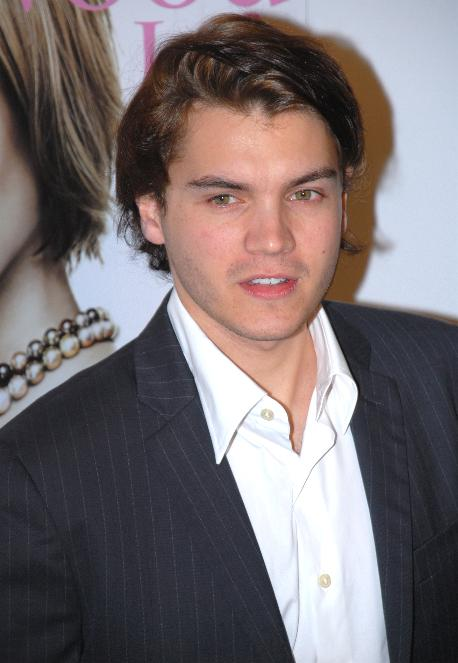
Emile Hirsch (2007)

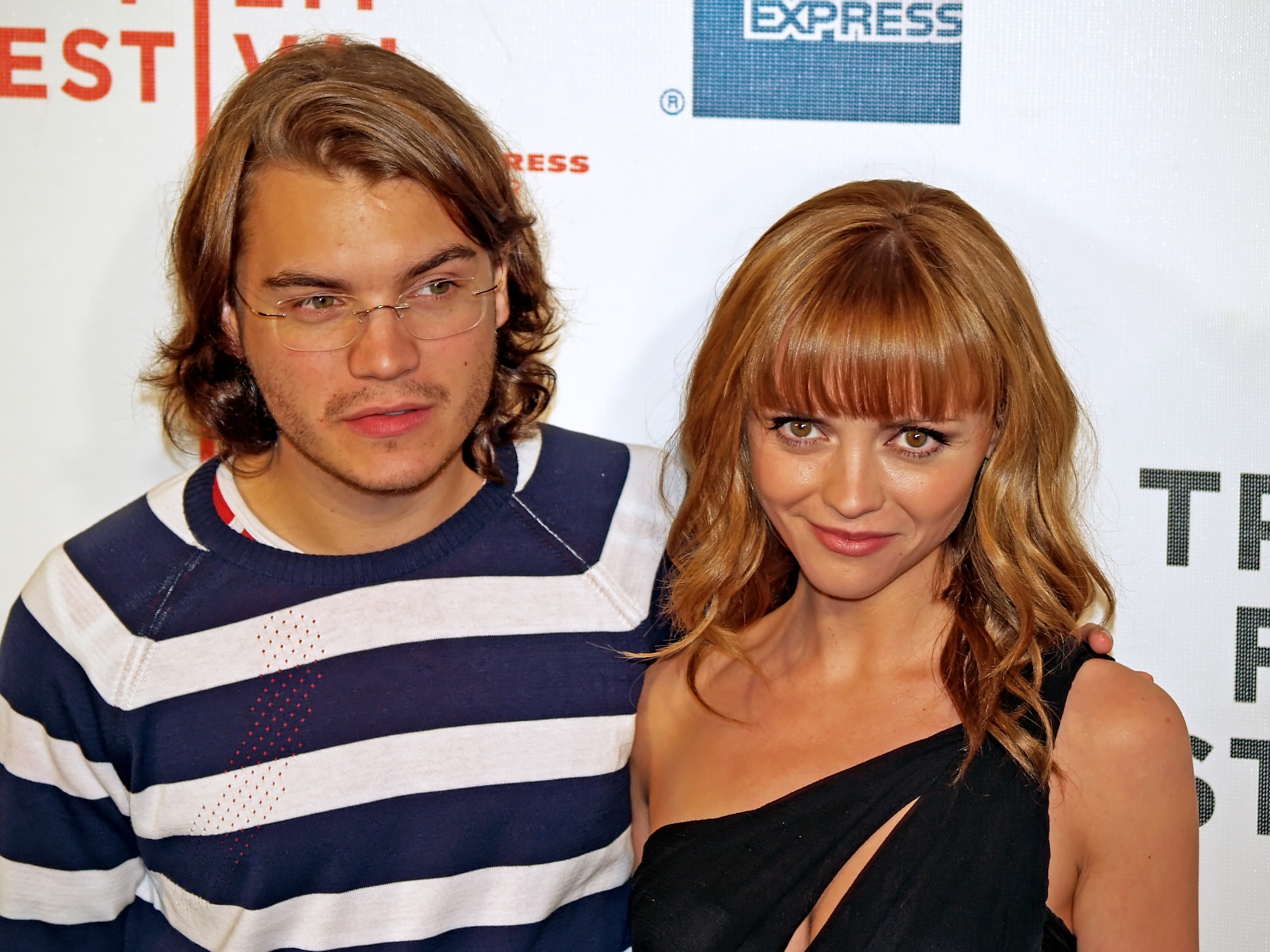
Emile Hirsch i Christina Ricci podczas premiery filmu Speed Racer (2008)

### aktor
- Gargantua (1998) jako Brandon Ellway
- Houdini (1998) jako młody Houdini
- Szaleństwa Iris (Wild Iris, 2001)
- Klub Imperatora (The Emperor's club, 2002) jako Sedgewick Bell
- Ministranci (The Dangerous Lives of Altar Boys, 2002) jako Francis Doyle
- Kurczak (The Mudge Boy, 2003) jako Duncan Mudge
- Wymyśleni bohaterowie (Imaginary Heroes, 2004) jako Tim Travis
- Dziewczyna z sąsiedztwa (The Girl Next Door, 2004) jako Matthew Kidman
- Królowie Dogtown (Lords of Dogtown, 2005) jako Jay Adams
- Alpha Dog (2006) jako Johnny Truelove
- Goat (2006)
- The Air I Breathe (2007)
- Wszystko za życie (Into the Wild, 2007) jako Christopher McCandless
- Speed Racer (2008) jako Speed
- Obywatel Milk (2008) jako Cleve Jones
- Powtórnie narodzony (2012) jako Diego
- Ocalony (2013) jako Danny Dietz
- Po prostu Jim (2015) jako Dean
- Pewnego razu... w Hollywood (2019) jako Jay Sebring

### aktor gościnnie
- Nowojorscy gliniarze (NYPD Blue, 1993–2005) jako Marcello Parisi (1999)
- Ostry dyżur (ER, 1994) jako Chad Kottmeier (1999)
- Kameleon (The Pretender, 1996–2000) jako Bryce Banks
- Zdarzyło się jutro (Early Edition, 1996–2000) jako Lance Foster
- Portret zabójcy (Profiler, 1996–2000) jako Bryce Banks
- Sabrina, nastoletnia czarownica (Sabrina, the Teenage Witch, 1996–2003) jako Darryl
- Trzecia planeta od Słońca (3rd Rock from the Sun, 1996–2001) jako Punk
- Podróż do Ziemi Obiecanej (Promised Land, 1996–1999) jako Walter Elliott
- Więzy krwi (Kindred: The Embraced, 1996) jako Umierający chłopak
- Gracze (Players, 1997–1998) jako Adam Paprelli
- Bliźniaczki (Two of a Kind, 1998–1999) jako Jeremy